# Kim Sơn, Lục Ngạn
Kim Sơn là một xã thuộc huyện Lục Ngạn, tỉnh Bắc Giang, Việt Nam.

## Địa lý
Xã Kim Sơn có diện tích 13,58 km², dân số năm 2023 là 2.616 người, mật độ dân số đạt 192 người/km².

## Lịch sử
Ngày 27 tháng 10 năm 1962, Quốc hội ban hành Nghị quyết về việc thành lập tỉnh Hà Bắc trên cơ sở tỉnh Bắc Giang và tỉnh Bắc Ninh. Khi đó, xã Kim Sơn thuộc huyện Lục Ngạn, tỉnh Hà Bắc.
Ngày 30 tháng 1 năm 1985, Hội đồng Bộ trưởng ban hành Quyết định số 21-HĐBT về việc:
- Sáp nhập xóm Đồng Láy của xã Kim Sơn mới giải thể vào xã Biển Động.
- Sáp nhập toàn bộ diện tích còn lại của xã Kim Sơn mới giải thể vào Trường bắn TB1.[6]

Ngày 19 tháng 10 năm 1993, Chính phủ ban hành Nghị định số 71-CP về việc thành lập xã Kim Sơn thuộc huyện Lục Ngạn trên cơ sở 1.237 ha diện tích tự nhiên và 740 nhân khẩu của xã Biển Động và phần diện tích do Trung tâm TB1 bàn giao lại.
Ngày 6 tháng 11 năm 1996, Quốc hội ban hành Nghị quyết về việc chia tỉnh Hà Bắc thành tỉnh Bắc Giang và tỉnh Bắc Ninh. Khi đó, xã Kim Sơn thuộc huyện Lục Ngạn, tỉnh Bắc Giang.